# 葉昇
葉 昇（よう しょう、? - 1392年）は、元末明初の武人。本貫は廬州合肥県。

## 生涯
左君弼が廬州に拠ると、葉昇は合肥から脱出して朱元璋に帰順した。右翼元帥として従軍し、江州を攻撃した。指揮僉事として張士誠を討ち、府軍衛指揮使として明州を平定した。
1370年（洪武3年）、論功により僉大都督府事とされた。翌年、湯和に従って水軍を率いて夏を攻撃した。後に都指揮使となり、西安に駐屯して守備し、慶陽の反乱を鎮圧した。1379年（洪武12年）、再び僉大都督府事をつとめた。西番が反乱を起こすと、葉昇は都督の王弼とともにこれを討ち、乞失迦を降し、その部落を制圧した。さらには延安のバヤン・テムルを討ち、洮州の少数民族の首長を捕らえた。論功により靖寧侯に封じられ、世指揮使とされた。
葉昇は遼東に駐屯し、海州・蓋州・復州の3城を修築した。遼東に駐在すること6年、辺境の防備を固めたので、外敵もあえて侵攻してこようとはしなかった。高麗からの贈賄を洪武帝（朱元璋）に報告したことから、唐勝宗とともに褒賞を受けた。
1387年（洪武20年）、陳桓とともに諸軍を統制して雲南の定辺・姚安に営と屯田を立て、畢節衛を監督した。翌年、東川・龍海の少数民族たちが反乱を起こすと、葉昇は参将として沐英に従いこれを鎮圧した。1389年（洪武22年）、湖広安福所千戸の夏徳忠が九渓洞の少数民族を誘って反乱を起こすと、葉昇は胡海らとともにこれを討った。兵を潜伏させて、反乱軍の後背を取って攻撃し、夏徳忠を捕らえた。永定・九渓の2衛を立て、襄陽に駐屯した。1390年（洪武23年）、贛州の山賊が湖広峒の少数民族と結んで反乱を起こした。葉昇は副将軍となり、胡海らとともにこれを鎮圧し、捕虜17000人を得た。
1392年（洪武25年）、甘粛・河南で練兵した。8月、胡惟庸と連絡を取っていたことが発覚し、処刑された。また葉昇は藍玉とも姻戚関係にあり、藍玉の獄が起こると、胡藍両党に属していたことにされた。